# Castellana (canale)
La Castellana è una roggia che deriva le sue acque dall'Oglio ed attraversa parte della Bassa Bresciana occidentale.

## Storia
La Castellana fu costruita nel 1351.

## Corso
Dopo essersi separata dal fiume Oglio a sud di Pontoglio, si dirige verso Urago d'Oglio, dove sottopassa la roggia Rudiana, e procede verso Castelcovati, dove nei pressi della località Ferrantino è presente uno spartitore per la derivazione dell'omonimo canale irriguo.
La roggia si divide in vari canali che irrigano i comuni di Chiari, Castelcovati, Comezzano-Cizzago, Castrezzato e Cossirano.

### Percorso del Baioncello
Uno di questi rami è detto Baioncello e si dirige a Lograto assieme alla roggia Baiola dalla quale trae il nome.
Il Baioncello prosegue nel territorio di Trenzano; presso la cascina Chizzola a Maclodio si divide in due canali. Il primo è diretto a Lograto, mentre il secondo si dirige verso Maclodio prendendo il nome di Baioncello-Chizzola. Questo ramo irriga una porzione di campi trenzanesi e una parte dei campi della frazione Ognato di Brandico.